# Supremacy: Your Will Be Done
Pour les articles homonymes, voir Overlord et Supremacy (homonymie).
Supremacy: Your Will Be Done (intitulé Overlord aux États-Unis) est un jeu vidéo de stratégie en temps réel conçu par David Perry et Nick Bruty et produit par Probe Software. Initialement publié début 1990 sur Amiga et Atari ST, le jeu est ensuite porté sur Commodore 64 et  PC en 1991 puis sur Nintendo Entertainment System en 1993. Le jeu se déroule dans un univers de science-fiction. L’objectif est de créer et de protéger des colonies sur diverse planètes tout en essayant de détruire les colonies de l’adversaire,,.